# Centrica plc
Centrica Plc é uma empresa de distribuição de gás natural e eletricidade com sede em Windsor, Inglaterra. Foi criada em 1997 quando a British Gas plc procedeu à cisão parcial da Centrica plc e assumiu a denomicação BG plc, a qual foi substituída em 1999 por BG Group plc. A empresa é a maior distribuidora de gás do Reino Unido e uma das maiores distribuidoras de eletricidade.